# Asparagus gobicus
Asparagus gobicus — вид рослин із родини холодкових (Asparagaceae).

## Біоморфологічна характеристика
Це дводомний напівкущ. Стебла майже прямовисні, зазвичай згинаються дистальніше, 15–45 см, жорсткі; гілки сильно вигнуті, злегка смугасто-ребристі. Листова шпора коротка, не колюча. Кладодії в пучках по 3–8, майже прямовисні, неправильно-жолобчасті, досить жорсткі, 5–25 × ≈ 1 мм. Суцвіття розвиваються після кладодій. Квіти обох статей поодинокі чи парні; квітконіжка 2–4 мм. Чоловічі квітки: оцвітина дзвоноподібна, 5–7 мм. Жіночі квітки трохи менші від чоловічих. Ягода червона, 5–7 мм у діаметрі, 3–5-насінна. Період цвітіння: травень; період плодоношення: липень — жовтень.

## Середовище проживання
Поширений на півночі Китаю й у Монголії.
Населяє піщані пустки, піски; від 1600 до 2600 метрів.